# 弗朗茨·克雷默
弗朗茨·克雷默（德語：Franz Kremer，1905年7月30日—1967年11月11日)）是科隆足球俱乐部于1948年成立后的第一任主席，任内曾积极倡导创办德国足球甲级联赛。受其进取和现代化的管理方法影响，科隆足球俱乐部成为德国首家职业足球俱乐部，并在1960年代成为德国足球运动的典范。